# 胡悦
胡悦（1954年5月—2022年2月3日），陕西省铜川市耀县人。1972年5月加入中国共产党。西北大学物理系激光专业毕业，中共中央党校经济管理专业在职研究生学历。早年历任中共陕西省委组织部副处长，省委办公厅副处级秘书、正处级秘书、副主任，省委副秘书长。
1998年3月至2000年2月，任汉中市委副书记、市长，2000年2月至2002年12月任汉中市委书记。2002年12月任省委统战部部长、2003年1月当选省政协副主席，2008年1月至2012年5月任中共陕西省委常委、省委宣传部部长。2012年1月16日当选陕西省人大常委会副主任、党组副书记，2016年2月15日兼任党组书记。2018年1月30日退休。